# Rue des Coteaux (Bruxelles)
Pour les articles homonymes, voir Rue des Coteaux.
La rue des Coteaux (en néerlandais : Wijnheuvelenstraat) est une rue bruxelloise qui commence sur la commune de Saint-Josse-ten-Noode rue du Moulin et qui se termine sur la commune de Schaerbeek au carrefour de l'avenue Louis Bertrand et de la rue Édouard Fiers en passant par l'avenue Rogier.
La rue des Coteaux est parallèle à l'avenue Paul Deschanel et elle prolonge la rue du Merinos.
Elle doit son nom au fait que le long du Maelbeek, se trouvaient jadis des vignobles. Elle s'appelait précédemment d'abord rue de la Digue du Moulin, puis rue de la Colline.

## Adresses notables
à Saint-Josse-ten-Noode :

- no 35 : le sculpteur Léon Mignon (1847-1898) y a habité
- no 41 : Ancienne maison d'édition et imprimerie Albert Beirnaerdt[1] qui édita Georges Simenon et Stanislas-André Steeman. Albert Beirnaerdt, grand Résistant, mourut à Dora où il fut déporté par le convoi 762, du 8 mai 1944 vers Buchenwald.
- no 55-57, maison de Monsieur Billet par l'architecte Dominique Fastré, 1908, avec ornements en sgraffites, lauriers et têtes, par Gabriel Van Dievoet.
- no 58 : Théâtre Compagnie de la Casquette
- nos 74-76 : anciennement, ateliers et bureaux du constructeur automobile Pinart
- no 317 : maison du Foyer Schaerbeekois
- no 341 : Théâtre Maât